# Nina Nastasia
Nina Nastasia (Hollywood, 13 maggio 1966) è una cantautrice statunitense di genere folk rock.

## Biografia
Di origini italiane, per la precisione della provincia di Crotone, A 27 anni lascia Los Angeles e si stabilisce a New York, dove inizia a suonare la chitarra. Oggi vive in un appartamento a Manhattan insieme al suo compagno e manager Kennan Gudjonsson.
Scrive i suoi brani per voce e chitarra, ma nei dischi e durante i concerti è spesso accompagnata da archi, tastiere e percussioni.
Ha cominciato a esibirsi in pubblico nel 1992 al Sin-é e al Mercury Lounge, storici locali newyorkesi. Nonostante le numerose proposte discografiche, il suo esordio è datato ottobre 1999. Ha pubblicato 3 album, distribuiti in Italia dalla Wide Records.

## Musica

### Discografia
Nel 1999 registra il suo primo album, Dogs, su etichetta indipendente Socialist records. Si tratta di un esordio che suscita l'attenzione del panorama indie, tanto da spingere la Touch and Go records, un'istituzione tra le label del settore, a produrre nel 2002 il suo secondo disco, The blackened air.
Nel 2003 Nina Nastasia conclude le registrazioni del suo terzo album, Run to ruin.
Visto il crescente successo della musica di Nina Nastasia, la Touch and Go decide di ristampare il suo album d'esordio, Dogs, a suo tempo pubblicato in pochissime copie ed ormai divenuto una rarità.
Cronologia
- Dogs (1999, Socialist Records)
- The blackened air (2002, Touch and Go Records)
- Run to ruin (2003, Touch and Go Records)

### Curiosità
In seguito al successo della prima edizione di Dogs, Steve Albini, guru della scena musicale alternativa statunitense, ha curato la rimasterizzazione dell'album in qualità di tecnico del suono e le (limpide, impeccabili) registrazioni di The blackened air e Run to ruin negli studi Black Box di Noyant-la-Gravoyère (Francia).
Nel corso degli anni è stata più volte ospite delle Peel Sessions, celebre trasmissione radiofonica di musica live condotta da John Peel, memorabile giornalista e dj della BBC, oltre che riconosciuto talent scout di band emergenti. In occasione della morte di John Peel, avvenuta nel 2004, la Warner ha prodotto il doppio album John Peel - A tribute (2005), al cui interno, tra i vari brani di gruppi da lui promossi durante le trasmissioni, figura Bird of Cuzco di Nina Nastasia.
Ha prestato la sua voce per un brano del dj hip-hop Boom Bip dal titolo The matter (of our discussion), contenuto nell'album Blue eyed in the red room (2005).

### Concerti in Italia
Nel dicembre 2005, Nina Nastasia ha tenuto degli showcase acustici in Italia.
- 9 dicembre: Thermos, Ancona
- 10 dicembre: Ambasciata di Marte, Firenze
- 11 dicembre: Detour, Roma
- 13 dicembre: Clandestino, Faenza
- 16 dicembre: Zo, Catania
- 18 dicembre: La Casa 139, Milano